# Jim Baechtold
James Edward Baechtold, detto Jim (McKeesport, 9 dicembre 1927 – Richmond, 29 agosto 2011), è stato un cestista e allenatore di pallacanestro statunitense, professionista nella NBA e nella ABL.

## Carriera
Venne selezionato dai Baltimore Bullets al primo giro del Draft NBA 1952 (6ª scelta assoluta).